# (16671) Tago
Pour les articles homonymes, voir Tago.
(16671) Tago est un astéroïde de la ceinture principale.

## Description
(16671) Tago est un astéroïde de la ceinture principale. Il fut découvert le 13 janvier 1994 à Kitami par Kin Endate et Kazuro Watanabe. Il présente une orbite caractérisée par un demi-grand axe de 3,05 UA, une excentricité de 0,19 et une inclinaison de 11,5° par rapport à l'écliptique.

## Compléments